# Dirty Talk (Klein + M.B.O.)
Dirty Talk è una canzone del gruppo italo disco Klein + M.B.O. estratta come singolo pilota dal loro primo (e unico) album, First, e pubblicata nel 1982.

## Accoglienza
Slant Magazine piazzò Dirty Talk al numero 37 della sua classifica dei "100 migliori brani dance", commentando «che la mancanza di battute efficaci sul sesso non ostacola affatto Dirty Talk del 1982, una testimonianza del fascino meravigliosamente senza senso dell'Italo disco. [...] I ritmi di percolazione, però, non sono per niente da deridere - con la sua linea di basso tubolare suona sospettosamente come un 303, anche se non lo è, Dirty Talk offre più dei brani che si trovano a pochi passi da casa».
Pitchfork invece l'incluse nella sua lista intitolata The Pitchfork 500: Our Guide to the Greatest Songs from Punk to the Present.

## Cover
Il duo francese Miss Kittin & The Hacker fece una cover di Dirty Talk che pubblicò prima nel suo EP del 1998 Champagne, e poi come lato B del singolo 1982.

## Impatto culturale
L'arrangiamento del pezzo venne successivamente usato dal gruppo inglese di musica synth-pop New Order per la hit del 1983 Blue Monday. Nel 2005 comparve nell'antologia Back to Mine: Pet Shop Boys dei Pet Shop Boys. Due anni dopo invece in quella dei Röyksopp, Back to Mine: Röyksopp, che toccò la posizione numero 24 della VG-lista, la classifica di vendite di dischi norvegese. Timbaland campionò la composizione per la sua Bounce, dell'album Shock Value.

## Posizione in classifica
| Classifica (1982)       | Posizione |
| ----------------------- | --------- |
| US Hot Dance Club Songs | 14        |